# Софросина (дочь Дионисия)
Софросина (др.-греч. Σωφροσύνη; IV век до н. э.) — сестра и жена сиракузского тирана Дионисия Младшего.

## Биография
Софросина была дочерью сиракузского тирана Дионисия Старшего от Аристомахи. Отец выдал её за своего сына от другой жены, Дориды, — Дионисия Младшего; таким образом, Софросина стала женой своего единокровного брата. В этом браке родились двое сыновей (по имени известен только старший, Аполлократ) и две дочери. Когда брат Аристомахи Дион осадил сиракузскую крепость Ортигия, Софросина оказалась в числе осаждённых (357 год до н. э.). После двухлетней осады Ортигия капитулировала, а Софросине разрешили отправиться вместе с детьми в Италию, к мужу. Она жила в городе Локры в Калабрии. Когда Дионисий Младший отправился отвоёвывать власть, семью он оставил в Локрах, но местные жители восстали и убили Софросину и детей.